# Alfred-Désiré Lanson
Alfred-Désiré Lanson (Orléans, 11 de marzo de 1851-París, 4 de abril de 1898) es un escultor francés. Destacó como medallista. 

## Datos biográficos
Nace en Orléans a mediados del siglo XIX, en el año 1851.
Alumno de la Escuela de Bellas Artes de París y de los escultores Pierre Louis Rouillard, François Jouffroy y Aimé Millet.
Trabaja con diferentes técnicas y materiales. Destacando especialmente en el modelado de medallas.
Participa en los salones de París desde 1870 hasta su muerte.

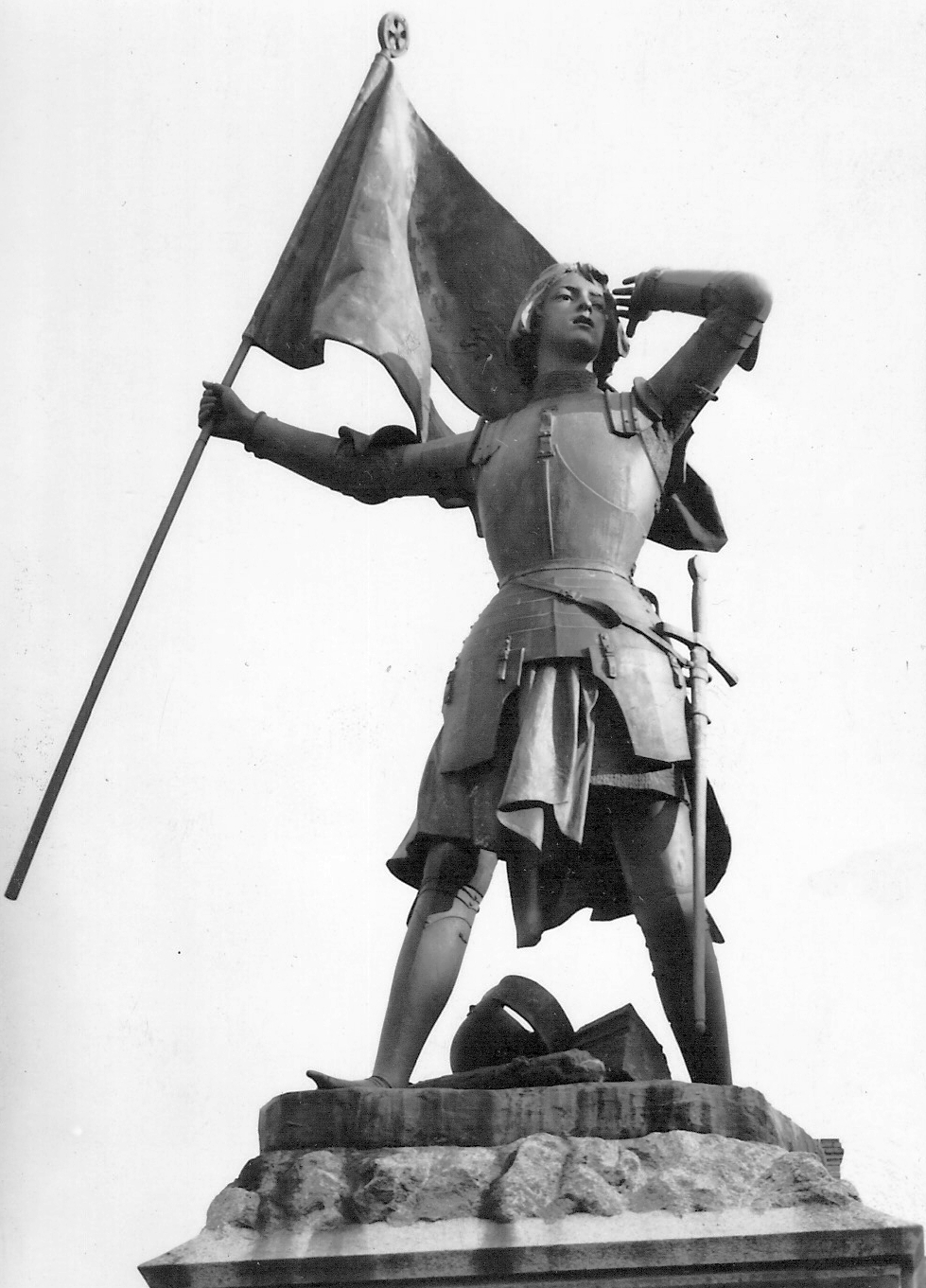
Escultura de Juana de Arco en Loiret

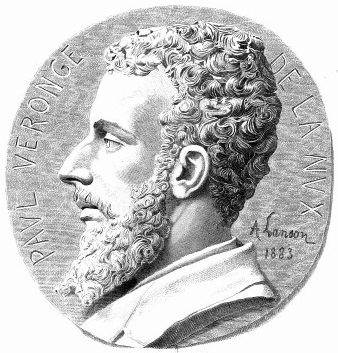
Medalla de Paul Véronge.

Ganador del Premio de Roma en el año 1876, con la obra Jasón elevando el Toisón de oro.
Permanece en la Villa Médicis de Roma pensionado de 1877 a 1880.
Su talento es reconocido en los Salones con diferentes premios, como la medalla de tercera clase de 1876 y la de segunda clase de 1880.
En 1882 participó en los trabajos de reconstrucción del ayuntamiento de París y fue nombrado caballero de la Legión de Honor.
Fallece tempranamente en 1898 a la edad de 47 años.
En el año 1901 la Société archéologique et historique de Orleans da noticia, en su Boletín, de la venta del taller del escultor.

## Obras
- La Contemplación, (1875) busto en escayola, dimensiones 25×40×56 cm, realizado en el aula de retrato como ejercicio de expresión, en el depósito de ejercicios de alumnos de la Escuela de Bellas Artes.
- Diana, , (1875) figura en escayola presentada en el Salón de París de 1875, nº3184
- Jasón elevando el Toisón de oro, . De esta escultura Lansón realizó al menos dos modelos originales.
  - (1876) figura de escayola, modelada en la Escuela de Bellas Artes de París, con ella ganó el Premio de Roma. Dimensiones 68×60×180 cm[3]
  - (anterior a 1895) En 1895 los Hermanos Susse, fundidores de París, realizaron tres series de tres tamaños diferentes, 50, 75 y 102 cm[4] cada una de las series de 8 unidades originales en bronce con pátina marrón. Uno de los originales en bronce de 100 cm de 1895 se conserva en el Museo Dahesh de Nueva York
  - En 1908, se fundió otra serie de copias también por los hermanos Susse, en este caso de 100 cm de altura, 2 menos que la de 1895.

- La resurrección, (1879) obra académica.[5] alto relieve en escayola, N.º 5140 del Salón de 1879, premiado con medalla de 10.ª clase;
- "Judith",  (1880) grupo, escayola, presentada en el Salón de 1880 con el N.º 6448 , medalla de 1ª clase, adquirido por el Estado ; dimensiones H. 125 × L. 150 cm;
- Retrato del conde Henri Delaborde miembro del Consejo Superior.[6] (1882), busto en bronce con peana de mármol rojo (dos copias), en la Escuela de Bellas Artes de París
- Edad de hierro,  (1882) grupo de dos figuras, presentado en mármol en el Salón de París de 1882. Del original se realizaron bronces fundidos por F. Barbedienne, una copia de estos se conserva en el Museo de las Bellas Artes del Canadá (fr). El original se conserva en el recibidor del Ayuntamiento de Commentry(Allier, Francia)[7]
- Retrato de Jean Bullant (1515-1578), (1883) busto en bronce, Chantilly ; museo Condé
- "Judith",  (1886) grupo, mármol, presentado en el Salón de París de 1886 con el N.º 4120
- Trofeo de la victoria, en plata ,(anterior a 1889)grupo con figuras y aves, emitidos por el Sr. L. Meissner, París, 1889.
- Salambó,  Archivado el 5 de marzo de 2016 en Wayback Machine. (hacia 1892), bronce. Fotografía conservada en el museo de Orsay, la escultura en paradero desconocido.
- Juana de Arco, (1895) figura de bronce instalada en 1898 en la plaza de Martroi en Jargeau, Loiret
- Leda y el cisne yArchivado el 18 de diciembre de 2008 en Wayback Machine., (1897) mármol. 145 cm de altura, hecha para el Salón de 1897 de París.

### Sin fecha
- Retrato de Paul Bert, bronce en la Sorbona[8]
- Retrato de Richelieu, en la Sorbona[9]
- La Fortuna,  figura en mármol blanco con peana rojo veteado, 80 cm de altura.
- Hércules luchando contra un centauro hembra, plata. 53 cm de altura
- Salambó,  Archivado el 29 de julio de 2020 en Wayback Machine. figura de mujer con los brazos recogidos en el regazo, de mármol blanco de Carrara con detalles dorados. Firmado. Altura: 147 cm
- Venus,  Mármol firmado. 76 × 41 × 141 cm
- Aldeana,  bronce, 70 cm de altura.
- La tormenta,  figura en bronce de 70 cm de altura. gran premio de la Exposición de Bellas Artes de París.
- Dante en los infiernos, Bronce, gran premio de la Exposición de Bellas Artes de París.

### Medallas
- Medalla de la cámara de comercio de Orleans , bronce
- Salam, , (hacia 1890) relieve circular. 33 cm de diámetro. Modelado en Roma reproduce motivos del Mediterráneo, como Cleopatra frente al áspid, las murallas de Jerusalén y otros. Bronce